# Cuscuta goyaziana
Cuscuta goyaziana är en vindeväxtart som beskrevs av Truman George Yuncker. Cuscuta goyaziana ingår i släktet snärjor, och familjen vindeväxter. Inga underarter finns listade i Catalogue of Life.